# Gracie Glam
Gracie Glam (ur. 30 września 1990 w Raleigh) – amerykańska aktorka i reżyserka filmów pornograficznych pochodzenia holenderskiego.

## Życiorys

### Wczesne lata
Urodziła się w Raleigh w stanie Karolina Północna. Zmieniała szkołę 14 razy. Było to spowodowane częstymi przeprowadzkami. Mieszkała w Atlancie, Orlando i na Florydzie. Podczas studiów na wydziale projektowania mody w Fashion Institute of Design and Merchandising, w lutym 2009 pozowała nago dla magazynu dla mężczyzn Score.

### Kariera
1 czerwca 2009 zdecydowała się na przeprowadzkę do Los Angeles, gdzie w wieku 19 lat zdecydowała się grać w filmach pornograficznych. Po debiucie zaczęła szybko piąć się w górę. Wkrótce podjęła się kręcenia scen solo i homoseksualnych dla studia Reality Kings, a także heteroseksualnych scen. Podpisała kontrakt z wieloma studiami: Brazzers, Adam & Eve, Hustler, New Sensations, Evil Angel, Jules Jordan Video, Naughty America, Bangbros, czy PornPros. Przez niespełna dwa lata nagrała ze swoim udziałem ok. 120 filmów. Jej specjalnością są sceny z głębokim gardłem (tzw. deepthroat).
W 2010 roku zdobyła nominację do nagrody XRCO Award w kategorii „Nowa gwiazdka” i była nominowana do AVN Award w kategorii „Najlepsza scena seksu grupowego” w The Sex Files: A Dark XXX Parody (2009) z Charley Chase, Jackie Daniels, Pike Nelsonem i Angelicą Raven.
W 2011 otrzymała nominację do XRCO Award w kategorii „Wykonawczyni roku” i była nominowana do AVN Award w sześciu kategoriach: dwie w kategorii „Najlepsza scena seksu samych dziewczyn” w Girl Crush (2010) z Brooke Lee Adams i She's My Man 7 (2010) z Allie Haze, „Najlepsza scena seksu oralnego” w Jerkoff Material 5 (2010), „Najlepsza scena seksu triolizmu” w Beach Patrol (2010) z Levi Cash i Victorią Lawson; a nagrodę AVN Award otrzymała jako „Najlepsza nowa gwiazdka” i „Najlepsza scena seksu grupowego” w Buttwoman vs. Slutwoman z Kristiną Rose, Alexis Texas i Michaelem Stefano.
W 2012 zdobyła nominację do XRCO Award w kategorii „Orgasmic Oralist” oraz aż dziesięć nominacji do AVN Award w kategoriach: „Wykonawczyni roku”, „Najlepsza złośnica” w Gracie Glam: Lust (2011), „Najlepsza scena seksu triolizmu” (dziewczyna/dziewczyna/chłopak) w Nacho Vidal vs. Live Gonzo (2011) z Amy Brooke i Nacho Vidalem, „Najlepsza scena seksu samych dziewczyn” w Gracie Glam: Lust (2011) z Jessie Andrews i Andy San Dimas, „Najlepsza scena seksu analnego” w Gracie Glam: Lust (2011) z Manuelem Ferrarą, „Najlepsza scena seksu chłopak/dziewczyna” w Gracie Glam: Lust (2011) z Nacho Vidalem, „Najlepsza scena seksu dziewczyna/dziewczyna” w Pretty in Pink (2011) z Lexi Belle, „Najlepsza scena seksu solo” w A Wet Dream on Elm Street (2011), „Najlepsza scena seksu oralnego” Massive Facials 3 (2011), „Najlepsza scena seksu triolizmu” (dziewczyna/chłopak/chłopak) w Gracie Glam: Lust (2011) z Mickiem Blue i Dannym Mountainem.
W roku 2013 była nominowano do nagrody XBIZ Award w kategorii „Wykonawczyni roku” oraz zdobyła cztery nominacje do AVN Award w kategoriach: „Najlepsza aktorka” w Happy Endings (2011), „Wykonawczyni roku”, „Najlepsza aktorka drugoplanowa” w Spartacus MMXII: The Beginning (2012) i „Najlepsza scena seksu chłopak/dziewczyna” w U.S. Sluts 3 (2012) z Manuelem Ferrarą.
Wystąpiła także w filmie dokumentalnym Davida Mecha Risky Business: A Look Inside America’s Adult Film Industry (2013) oraz melodramacie sci-fi Without Ward (2017) jako młoda Beverly obok Jamesa Duvala, Anthony’ego Montgomery, Harolda Perrineau i Martina Landau.

## Nagrody
| Rok  | Nagroda    | Kategoria                              | Film                                                            | Inni wykonawcy                                |
| ---- | ---------- | -------------------------------------- | --------------------------------------------------------------- | --------------------------------------------- |
| 2010 | CAVR Award | Laska roku                             | -                                                               | -                                             |
| 2011 | AVN Award  | Najlepsza gwiazdka                     | -                                                               | -                                             |
| 2011 | AVN Award  | Najlepsza scena seksu grupowego        | Buttwoman vs. Slutwoman (2010), reż. Mason (w napisach: Sam No) | Michael Stefano, Alexis Texas i Kristina Rose |
| 2014 | AVN Award  | Najlepsza scena seksu samych dziewczyn | Meow! 3 (2013), reż. Jenna Haze                                 | Mia Malkova i Raven Rockette                  |
| 2018 | XBIZ Award | Najlepsza scena seksu w parze          | It's Complicated (2017, Wicked Pictures)                        | Ryan Driller                                  |